# Partido de la Masa Social de Okinawa
El Partido de la Masa Social de Okinawa (沖縄社会大衆党 Okinawa Shakai Taishū-tō?) es un partido político local de Okinawa en Japón, abreviado como OSMP. Se trata de un partido regional de centroizquierda, socialdemócrata, antinuclear y que se opone a las bases estadounidenses en Japón. 
Fue fundado a finales de octubre de 1950, iniciando en 1952 una recogida de firmas para pedir la devolución de Okinawa a Japón. Esta campaña reunió más de 199.000 firmas (72% del censo de votantes) en un movimiento en colaboración con el Partido del Pueblo Okinawense. Cuando en 1972 se consiguió la devolución de la soberanía japonesa, los del Partido del Pueblo se fusionaron con el Partido Comunista, pero el OSMP decidió no unirse a ningún partido estatal y seguir siendo una fuerza local.